# Balassagyarmat tömegközlekedése
Balassagyarmat helyi közlekedését Balassagyarmat Város Önkormányzata megrendelésére a MÁV Személyszállítási Zrt. üzemelteti. A városból induló, várost érintő helyközi járatokat is a MÁV-csoport működteti az Építési és Közlekedési Minisztérium megrendelésére.

## Története
Balassagyarmaton a vármegyében elsőként, 1932-ben indult el a menetrend szerinti helyi járat, ami a Nagyliget és a Mária Valéria Közkórház között közlekedett. A helyi járat elindulásában jelentős szerepet játszott a város akkori polgármestere, Horváth Sándor, aki megegyezett a MAVART kiküldöttségével a buszvonal indításáról.
A második világháború után csupán az 1960-as években indult el újra a helyi járat a városban. Az első járatot a 2. számú Autóközlekedési Vállalat indította el a Vasútállomás és a Városi Tanács Kórház között, hogy az akkor még nagyobb forgalmú vasúton érkező környékbéli település lakosai könnyedén eljuthassanak a kórházhoz. Ezen a vonalon a mai napig közlekednek buszok 1-es viszonylatjelzéssel. Még ebben az évtizedben, 1963-ban elkészült a balassagyarmati autóbusz-állomás a Madách Imre utcában.
A következő 50 évben, a 2010-es évek közepéig maradt is az állami AKÖV a helyi járat működtetőjének, 1969-től Volán 2. számú Vállalat, 1986-tól Nógrád Volán néven.
2007-ben az új autóbusz-állomás megépülésével kiköltözött a helyközi és pár helyi járat végállomása a belvárosból az Ipoly-partra. 2012-ben az önkormányzat a helyi járat üzemeltetésére 2013 és 2017 közötti időszakra. A Nógrád Volán pályázatát azonban az önkormányzat elutasította, ugyanis a 2009 óta elkönyvelt jelentős veszteséget a balassagyarmati önkormányzat nem kívánta finanszírozni. Az önkormányzat a Nógrád Volán kizárása után helyi vállalkozások pályázatára számított, azonban az ajánlattétel benyújtásának határidejéig egy ajánlat sem érkezett. A helyi járat további működéséhez peren kívül meg kellett egyeznie az önkormányzatnak a Volánnal, és átmeneti szerződést kötnie, ami járatritkítást és 5%-os jegyáremelkedést is tartalmazott.
A két évre szóló átmeneti szerződés lejárta előtt, 2014-ben az önkormányzat újabb pályázatot írt ki a következő 9 évre, 2024-ig a közösségi közlekedés biztosítására. Ezt az egyedüli pályázó Nógrád Volán meg is nyert, és a közszolgáltatási szerződést meg is kötötték december 30-án, azonban 2015. január 1-jén a helyi járat üzemeltetését nem a Nógrád Volán, hanem a jogutódja a Középkelet-magyarországi Közlekedési Központ kezdte meg.
2019-ben folytatódott az állami közlekedési vállalatok összevonása egy cégbe, ezt követően, október 1-jétől a Volánbusz végzi Balassagyarmaton a helyi járati személyszállítást. 2020. március 23-án – a koronavírus-járványra tekintettel – Balassagyarmat helyi járatán is bevezették a mobilos jegyvásárlási lehetőséget.
2025. január 1-jétől a helyi járat üzemeltetését a MÁV Személyszállítási Zrt. végi, ami az önkormányzattal történt egyeztetést követően március 15-étől módosított menetrendet vezetett be. A módosítás módosított viszonylatszámokon túl új útvonalon, az újonnan épített Határőr és Aglőver Mihály utcákon közlekedő 6A és 6B jelű autóbuszokat is tartalmazott.

## Járműparkja
Balassagyarmat helyi járatát 20 darab autóbusz szolgálja ki, amihez egy darab Volvo 7000-en kívül a többi helyközi állományból áll be.
| Kép                            | Típus               | Darabszám      | Gyártási év            | Balassagyarmaton közlekedik | Viszonylatok, megjegyzés                             |                |
| Helyi állomány                 | Helyi állomány      | Helyi állomány | Helyi állomány         | Helyi állomány              | Helyi állomány                                       | Helyi állomány |
| ------------------------------ | ------------------- | -------------- | ---------------------- | --------------------------- | ---------------------------------------------------- | -------------- |
|                                | Volvo 7000 ♿       | 1 db           | 1999 26 éves           | 2015 óta                    | 1, 1A, 2, 2C, 4, 5B, 6, 7, 7A, 7B, 8, 9, 9A, 9B      |                |
| Helyközi állományból beáll még |                     |                |                        |                             |                                                      |                |
|                                | Alfa Regio          | 4 db           | 2003–2008 17–22 évesek | 2003 óta                    | 2C, 3C, 4, 7, 8, 8A                                  |                |
|                                | Credo Econell 12 ♿ | 6 db           | 2017 8 évesek          | 2017 óta                    | 1C, 3, 3B, 4, 6A, 8A, 8C                             |                |
|                                | Credo Inovell 12    | 3 db           | 2018–2020 5–7 évesek   | 2018 óta                    | 1, 1A, 3, 4, 6, 6A, 7A, 7D, 8, 8C                    |                |
|                                | Volvo 7700 ♿       | 1 db           | 2010 15 éves           | 2016 óta                    | 6, 6A                                                |                |
|                                | Volvo 8500 ♿       | 3 db           | 2007 18 éves           | 2017 óta                    | 6A                                                   |                |
|                                | Volvo 8900          | 1 db           | 2016 9 éves            | 2017 óta                    | 6A, 8                                                |                |
| Korábbi járművek               |                     |                |                        |                             |                                                      |                |
|                                | Alfa Localo ♿      | 3 db           | 2005                   | 2012–2020                   |                                                      |                |
|                                | Ikarus 260          | 4 db           | 1980, 1988, 1989, 1993 | 1989–2017                   | 3 db 1989 és 2009 között a helyi állomány része volt |                |
|                                | Ikarus 263          | 1 db           | 1991                   | 1996–2014                   | 1996 és 2004 között a helyi állomány része volt      |                |
|                                | Ikarus 415          | 3 db           | 1994                   | 2017-ig                     |                                                      |                |
|                                | Ikarus C56          | 3 db           | 1999–2002              | 2020-ig                     |                                                      |                |
|                                | Ikarus E95          | 1 db           | 2000                   | 2017–2018                   |                                                      |                |
|                                | MAN SL 223          | 2 db           | 2004–2005              | 2005–2020                   | 1 db 2005 és 2014 között a helyi állomány része volt |                |
|                                | Rába Contact 092    | 1 db           | 2000                   | 2018–2020                   |                                                      |                |

## Járatok
A 2025. március 15-étől érvényes menetrend szerint:
| Vonalszám | Végállomások                                    | Végállomások                              | Megjegyzés               |
| --------- | ----------------------------------------------- | ----------------------------------------- | ------------------------ |
| 1         | Kenessey Albert Kórház                          | Vasútállomás                              |                          |
| 1A        | Vasútállomás                                    | Kenessey Albert Kórház                    | munkanapokon             |
| 1B        | Kenessey Albert Kórház                          | Autóbusz-állomás                          | munkanapokon             |
| 2         | Autóbusz-állomás                                | Ruhagyár                                  | munkanapokon             |
| 2A        | Vasútállomás                                    | Autóbusz-állomás                          | hétvégén és ünnepnapokon |
| 3         | Ruhagyár                                        | Kábelgyár                                 | munkanapokon             |
| 3A        | Vasútállomás                                    | Bremas Kft.                               | munkanapokon             |
| 3B        | Szabó Lőrinc Általános Iskola                   | Vasútállomás                              | tanítási napokon         |
| 4         | Kenessey Albert Kórház                          | Bremas Kft.                               | munkanapokon             |
| 4A        | Bremas Kft.                                     | Autóbusz-állomás                          | munkanapokon             |
| 5         | Kenessey Albert Kórház (körjárat)               | Kenessey Albert Kórház (körjárat)         |                          |
| 5A        | Autóbusz-állomás (körjárat)                     | Autóbusz-állomás (körjárat)               | hétvégén és ünnepnapokon |
| 6         | Kenessey Albert Kórház                          | MAHLE Kft.                                | hétvégén és ünnepnapokon |
| 6A        | Volán-telep / Huszár Aladár út                  | Autóbusz-állomás / Kenessey Albert Kórház | munkanapokon             |
| 6B        | Autóbusz-állomás                                | MAHLE Kft.                                | munkanapokon             |
| 6C        | Autóbusz-állomás                                | Szabó Lőrinc Általános Iskola             | hétvégén és ünnepnapokon |
| 7         | Kenessey Albert Kórház (körjárat)               | Kenessey Albert Kórház (körjárat)         | munkanapokon             |
| 7A        | Kenessey Albert Kórház / Civitas Fortissima tér | Huszár Aladár út                          | tanítási napokon         |
| 7B        | Kenessey Albert Kórház (körjárat)               | Kenessey Albert Kórház (körjárat)         | munkanapokon             |
| 8         | Autóbusz-állomás                                | Kenessey Albert Kórház                    |                          |
| 8A        | Autóbusz-állomás                                | MAHLE Kft.                                | munkanapokon             |
| 8B        | Volán-telep                                     | Kenessey Albert Kórház                    |                          |
| 3314      | Autóbusz-állomás                                | Nyírjes / Galibapuszta                    |                          |

### Megszűnt járatok
| Vonalszám | Végállomások                                    | Közlekedés dátuma | Megszűnés oka, megjegyzés           |
| --------- | ----------------------------------------------- | ----------------- | ----------------------------------- |
| 2A        | Kórház – VOLÁN telep                            |                   |                                     |
| 2B        | Kórház – Ruhagyár                               |                   |                                     |
| 2D        | Kórház – Erdőgazdaság                           |                   |                                     |
| 2E        | Autóbusz-állomás – VOLÁN telep                  |                   |                                     |
| 2F        | Autóbusz-állomás – Ruhagyár                     |                   |                                     |
| 2G        | Autóbusz-állomás – Ruhagyár                     |                   |                                     |
| 2H        | Autóbusz-állomás – Nyomda                       |                   |                                     |
| 2I        | Autóbusz-állomás – VOLÁN telep                  |                   |                                     |
| 2J        | VOLÁN telep – Vasútállomás                      |                   |                                     |
| 3A        | VOLÁN telep – Kábelgyár                         |                   |                                     |
| 3D        | Vasútállomás – Kábelgyár                        |                   |                                     |
| 3E        | VOLÁN telep – Újkóvár                           |                   |                                     |
| 3F        | Ruhagyár – Vasútállomás                         |                   |                                     |
| 3G        | VOLÁN telep – Ruhagyár                          |                   |                                     |
| 4A        | Kórház – Kábelgyár                              |                   | Átszámozva 4-esre.                  |
| 4B        | Kórház – Újkóvár                                |                   |                                     |
| 4C        | Kórház – Lenin lakótelep                        |                   |                                     |
| 4D        | Béke étterem – Lenin lakótelep                  |                   |                                     |
| 4E        | Autóbusz-állomás – Kábelgyár                    |                   | Átszámozva 4-esre.                  |
| 4F        | Autóbusz-állomás – Lenin lakótelep              |                   |                                     |
| 4G        | Béke étterem – Kórház                           |                   |                                     |
| 5         | Autóbusz-állomás – Nyírjesi üdülő               | ?–2014            | Helyette a 3314-es busz közlekedik. |
| 5A        | Autóbusz-állomás – Nyírjesi üdülő               | 2012–2014         | Helyette a 3314-es busz közlekedik. |
| 5C        | Salkon Rt. – Autóbusz-állomás                   | ?–2012            |                                     |
| 6B        | Lenin lakótelep – VOLÁN telep                   |                   |                                     |
| 6C        | Erdőgazdaság – Kórház                           |                   | Átszámozva 6-osra.                  |
| 6D        | Erdőgazdaság – Autóbusz-állomás                 |                   | Átszámozva 6-osra.                  |
| 7C        | VOLÁN telep – Böjtös út                         |                   |                                     |
| 8B        | Autóbusz-állomás – Autóbusz-állomás             |                   |                                     |
| 8D        | Autóbusz-állomás – Kórház                       |                   |                                     |
| 9         | Kenessey Albert Kórház – Kenessey Albert Kórház | –2025             | átszámozva 5-ösre                   |
| 9A        | Autóbusz-állomás – Autóbusz-állomás             | –2025             | átszámozva 5A-ra                    |
| 9B        | Kenessey Albert Kórház – Autóbusz-állomás       | –2025             | átszámozva 5-ösre                   |
| 71        | Autóbusz-állomás – Nyírjesi üdülő               | 2003–2012         | Helyette az 5A busz közlekedett.    |

## Díjszabás

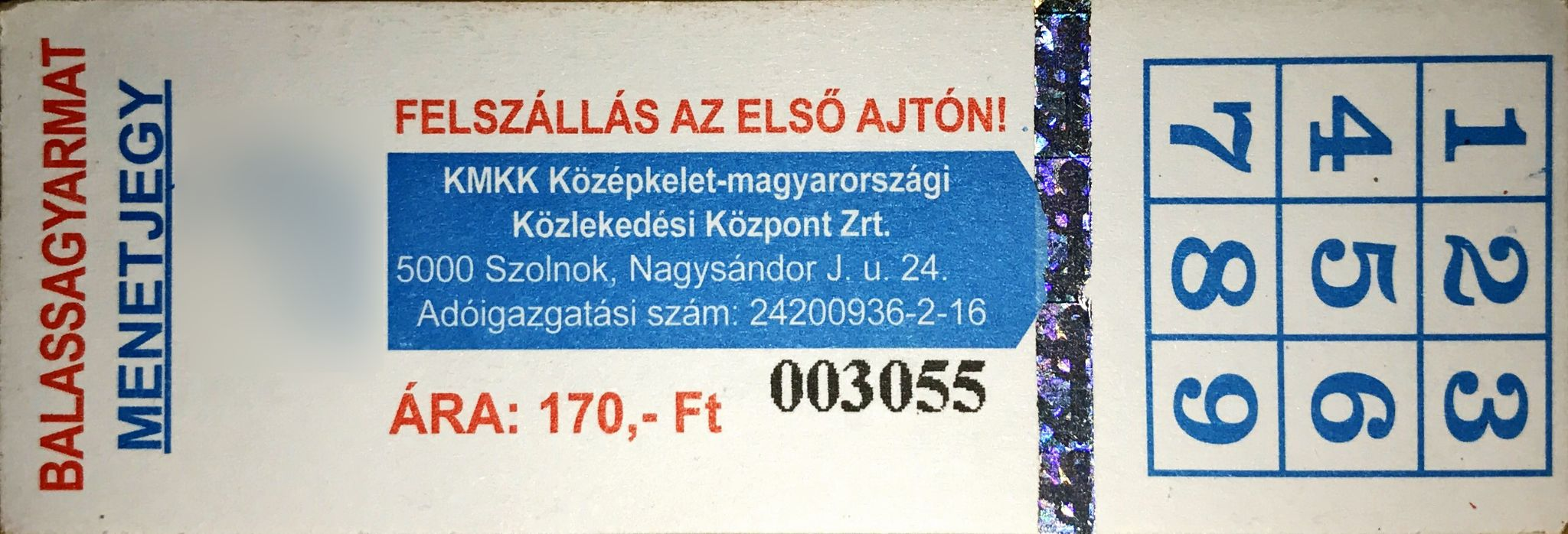
A KMKK helyi járat vonaljegye

A helyi járat díjtételeit Balassagyarmat Város Önkormányzata és a Volánbusz között megkötött közszolgáltatási szerződés határozza meg.
A közlekedési központ 2016. április 1-jén bevezette a kombinált bérleteket, melyek érvényesek valamennyi helyi járaton (egyvonalas esetén a rajta feltüntetett vonalon), valamint a Volánbusz által üzemeltetett helyközi járatokon a város közigazgatási határain belül, a helyi járattal azonos vonalszakasz közös, és a közös vonalszakaszon túli megállói között. A helyi járatra a menetjegy 2020. március 23-ától telefonon is megváltható.

## Helyközi járatok

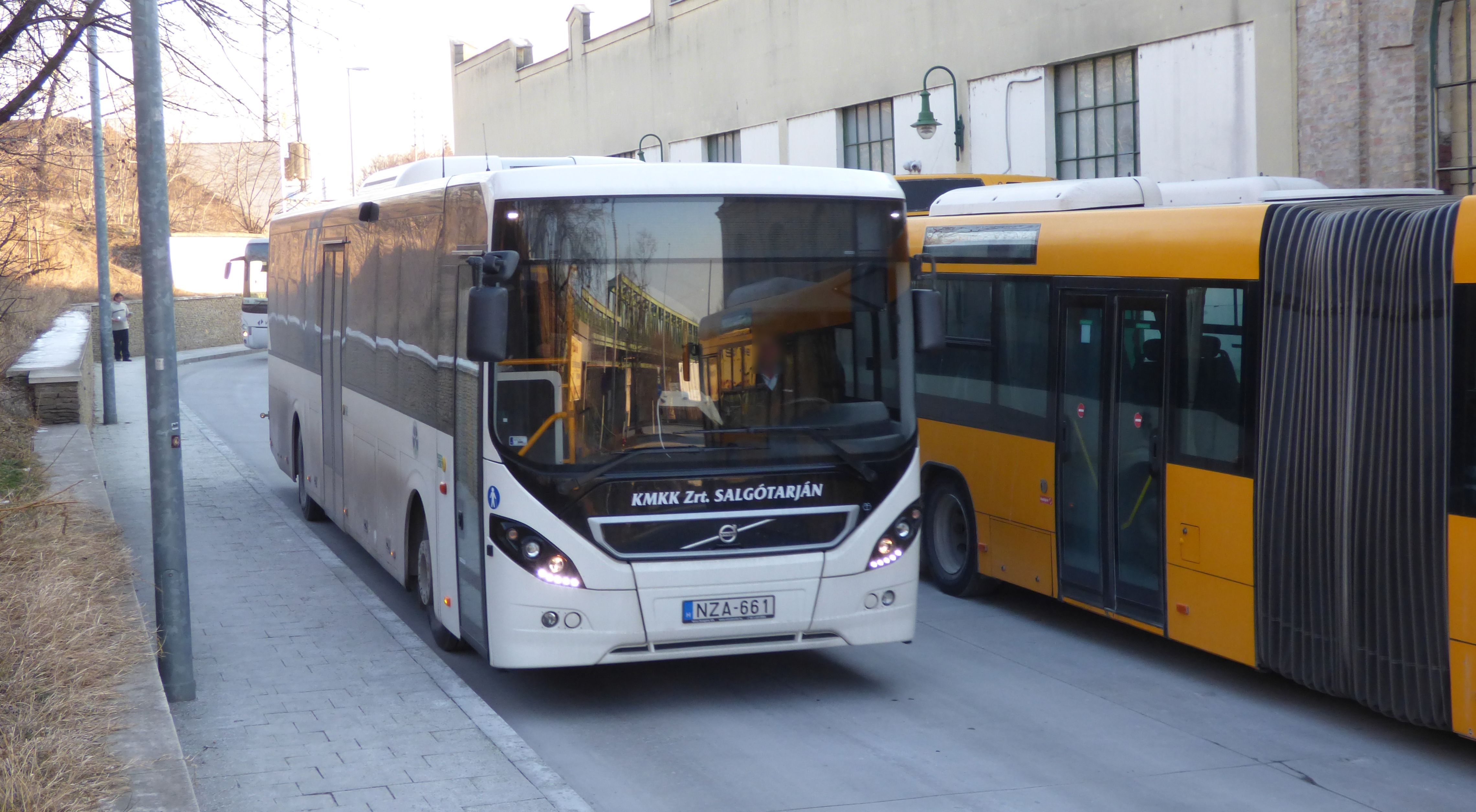
Volvo 8900 Újpest-Városkapunál (1010)

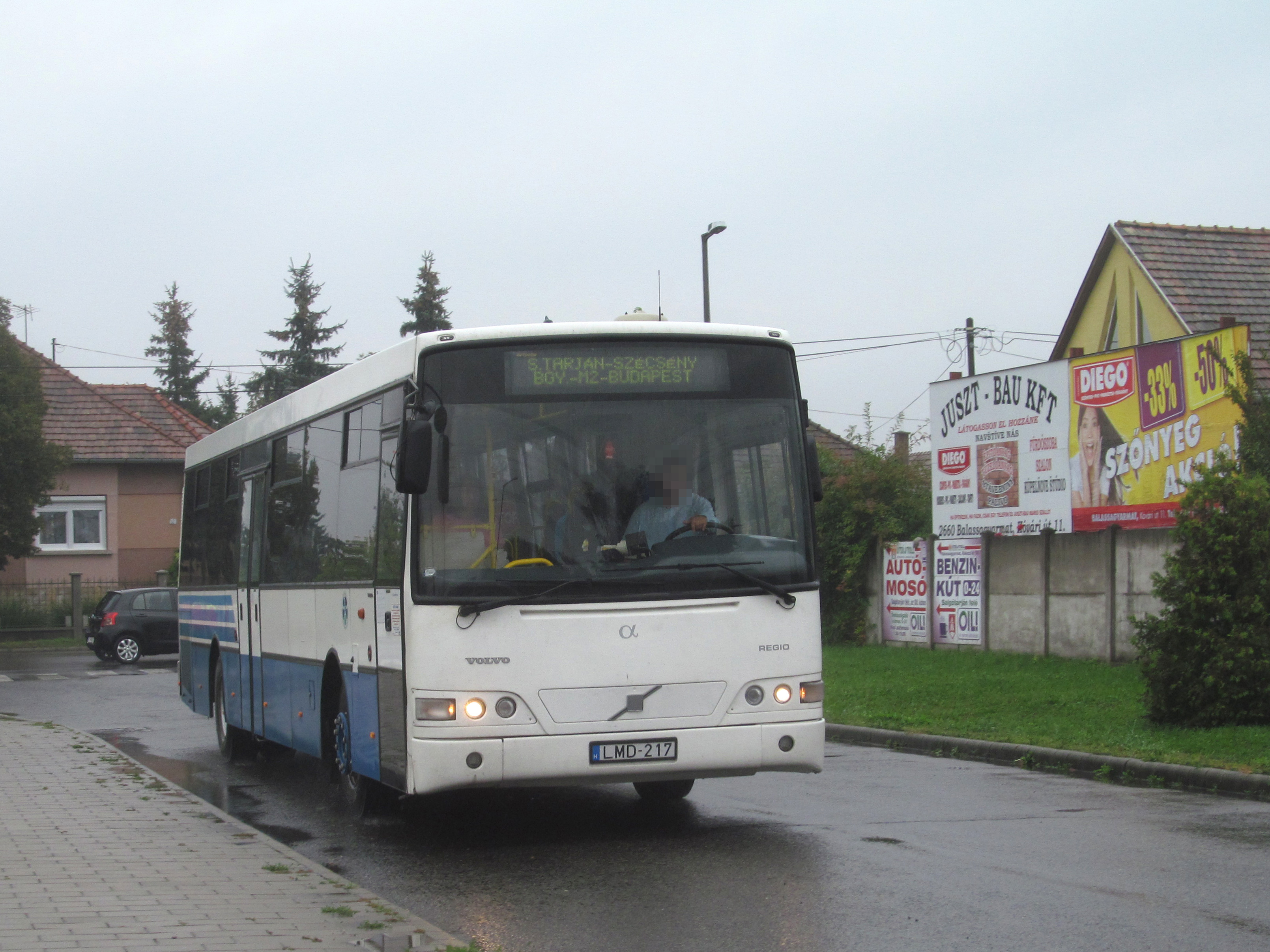
Volvo-Alfa Regio Balassagyarmaton (1012)

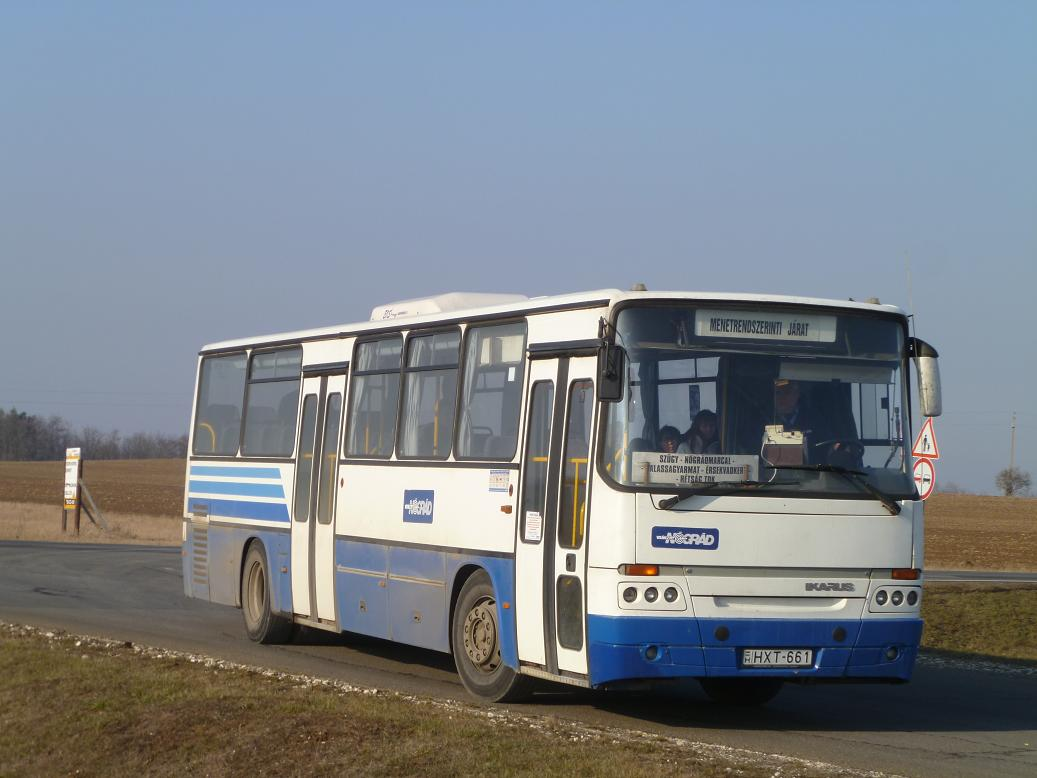
Ikarus C56 Rétságon (3313)

Balassagyarmat autóbusz-állomásáról átszállás nélkül el lehet jutni Nógrád vármegye majdnem összes városába (Salgótarjánba, Pásztóra, Szécsénybe és Rétságra), illetve a vármegyén kívül Budapestre, Vácra, Gyöngyösre és Hatvanba. Balassagyarmatról Budapest, Újpest-Városkapuba és Salgótarjánba óránként, Vácra két óránként indulnak autóbuszok.
A helyközi közlekedés is a Volánbusz végzi végzi. Korábban a Nógrád Volán a Hatvani Volán és a KMKK is üzemeltetett a várost is érintő helyközi járatokat.
| Vonalszám | Útvonal                                                  | Üzemeltető |
| --------- | -------------------------------------------------------- | ---------- |
| 460       | Aszód – Acsa – Balassagyarmat                            | Volánbusz  |
| 1010      | Budapest – Balassagyarmat – Szécsény – Salgótarján       | Volánbusz  |
| 1011      | Budapest – Balassagyarmat – Szécsény – Litke             | Volánbusz  |
| 1012      | Budapest – Nógrádmegyer – Salgótarján                    | Volánbusz  |
| 1013      | Budapest – Rétság – Romhány – Balassagyarmat             | Volánbusz  |
| 1306      | Balassagyarmat – Nagykökényes – Hatvan                   | Volánbusz  |
| 1308      | Balassagyarmat – Herencsény – Gyöngyös                   | Volánbusz  |
| 3080      | Balassagyarmat – Szécsény – Ságújfalu – Salgótarján      | Volánbusz  |
| 3081      | Szügy – Balassagyarmat – Szécsény – Salgótarján          | Volánbusz  |
| 3084      | Balassagyarmat – Litke – Karancskeszi – Salgótarján      | Volánbusz  |
| 3216      | Balassagyarmat – Bercel – Palotás – Pásztó               | Volánbusz  |
| 3305      | Balassagyarmat – Őrhalom – Hugyag                        | Volánbusz  |
| 3308      | Balassagyarmat – Nógrádmarcal – Csitár – Szécsény        | Volánbusz  |
| 3312      | Balassagyarmat – Szügy – Nógrádmarcal                    | Volánbusz  |
| 3313      | Szügy – Patvarc – Balassagyarmat – Rétság                | Volánbusz  |
| 3315      | Balassagyarmat – Herencsény – Pásztó                     | Volánbusz  |
| 3318      | Balassagyarmat – Csesztve – Magyarnándor – Herencsény    | Volánbusz  |
| 3320      | Balassagyarmat – Magyarnándor – Szandaváralja            | Volánbusz  |
| 3321      | Balassagyarmat – Szandaváralja – Nógrádkövesd            | Volánbusz  |
| 3322      | Balassagyarmat – Szügy                                   | Volánbusz  |
| 3325      | Balassagyarmat – Csesztve – Mohora – Magyarnándor        | Volánbusz  |
| 3326      | Balassagyarmat – Bercel – Nógrádkövesd/Nógrádsáp         | Volánbusz  |
| 3329      | Balassagyarmat – Magyarnándor – Szente/Kisecset – Rétság | Volánbusz  |
| 3332      | Balassagyarmat – Érsekvadkert – Romhány – Magyarnándor   | Volánbusz  |
| 3336      | Balassagyarmat – Felsőpetény                             | Volánbusz  |
| 3340      | Balassagyarmat – Érsekvadkert – Rétság                   | Volánbusz  |
| 3341      | Patvarc – Balassagyarmat – Ipolyszög                     | Volánbusz  |
| 3342      | Balassagyarmat – Dejtár/Ipolyvece – Horpács – Rétság     | Volánbusz  |
| 3343      | Balassagyarmat – Nagyoroszi/Pusztaberki – Rétság, TDK    | Volánbusz  |
| 3344      | Balassagyarmat – Ipolyvece – Parassapuszta               | Volánbusz  |
| 3345      | Balassagyarmat – Nagyoroszi – Rétság                     | Volánbusz  |
| 3346      | Balassagyarmat – Drégelypalánk/Hont – Rétság             | Volánbusz  |

## Külső hivatkozások
- A Nógrád Volán weboldala. [2014. december 30-i dátummal az eredetiből archiválva].
- KMKK Középkelet-magyarországi Közlekedési Központ Zrt.
- Valósidejű utastájékoztatás. Nógrád Volán. [2018. augusztus 21-i dátummal az eredetiből archiválva]. (Hozzáférés: 2016. november 6.)
- Nógrád megye helyközi vonalhálózati térképe. Középkelet-magyarországi Közlekedési Központ. (Hozzáférés: 2017. május 8.)